# The Best of Pantera
A The Best of Pantera az amerikai Pantera metalegyüttes 2003-ban megjelent válogatásalbuma az Elektra Records és a Rhino Records közös kiadványa. A lemez gerincét az 1990 és 2000 között megjelent négy nagykiadós Pantera-album dalai adják. A dalok időrendi sorrendben szerepelnek a lemezen. Az albumhoz tartozott egy bónusz DVD az ugyanehhez a korszakhoz tartozó videoklipekkel és koncertvideókkal. A válogatás megjelenése után két hónappal a Pantera feloszlott.
Az albumnak két különböző változata létezik. Észak-Amerikában és Japánban The Best of Pantera: Far Beyond the Great Southern Cowboys' Vulgar Hits! címmel, míg Európában és a világ többi táján Reinventing Hell – The Best of Pantera címmel adták ki a válogatást, gyakorlatilag azonos borítóval. Mindkét kiadvány alcíme korábbi Pantera-albumok címeiből lett összeollózva. Az észak-amerikai kiadásra olyan dalok is felkerültek a Reinventing the Steel albumról, melyek Európában nem jelentek meg önálló kislemezként (I'll Cast a Shadow, Goddamn Electric). Az európai kiadáson ezzel szemben az 1990-es és 1992-es stúdióalbumokról szerepel egy-egy plusz dal.

## Az album dalai
| 1.  | Cowboys from Hell                          | 4:06 |
| 2.  | Domination                                 | 5:04 |
| 3.  | Cemetery Gates                             | 7:03 |
| 4.  | Mouth for War                              | 3:57 |
| 5.  | Walk                                       | 5:16 |
| 6.  | This Love                                  | 6:34 |
| 7.  | Fucking Hostile                            | 2:49 |
| 8.  | Becoming                                   | 3:07 |
| 9.  | I'm Broken                                 | 4:24 |
| 10. | 5 Minutes Alone                            | 5:51 |
| 11. | Planet Caravan (Black Sabbath-feldolgozás) | 4:04 |
| 12. | Drag the Waters                            | 4:57 |
| 13. | Where You Come From                        | 5:13 |
| 14. | Revolution Is My Name                      | 5:19 |
| 15. | Immortally Insane                          | 5:12 |
| 16. | The Badge (Poison Idea-feldolgozás)        | 3:56 |

| 1.  | Cowboys from Hell                           | 4:06 |
| 2.  | Cemetery Gates                              | 7:03 |
| 3.  | Mouth for War                               | 3:57 |
| 4.  | Walk                                        | 5:16 |
| 5.  | This Love                                   | 6:34 |
| 6.  | I'm Broken                                  | 4:24 |
| 7.  | Becoming                                    | 3:07 |
| 8.  | 5 Minutes Alone                             | 5:51 |
| 9.  | Planet Caravan (Black Sabbath-feldolgozás)  | 4:04 |
| 10. | Drag the Waters                             | 4:57 |
| 11. | Where You Come From                         | 5:13 |
| 12. | Cat Scratch Fever (Ted Nugent-feldolgozás)  | 3:49 |
| 13. | Revolution Is My Name                       | 5:19 |
| 14. | I'll Cast a Shadow                          | 5:19 |
| 15. | Goddamn Electric                            | 4:57 |
| 16. | Hole in the Sky (Black Sabbath-feldolgozás) | 4:16 |

## Bónusz DVD tartalma
1. Cowboys from Hell
2. Psycho Holiday
3. Cemetery Gates
4. Mouth for War
5. This Love
6. Walk
7. 5 Minutes Alone
8. I'm Broken
9. Drag the Waters
10. Domination (Live)
11. Primal Concrete Sledge (Live)
12. Revolution Is My Name

## Közreműködők
- Phil Anselmo – ének
- Dimebag Darrell – gitár
- Rex Brown – basszusgitár
- Vinnie Paul – dobok

## Listás helyezések
| Lista (2003)             | Legjobb helyezés |
| ------------------------ | ---------------- |
| Irish Albums Chart       | 44               |
| New Zealand Albums Chart | 32               |
| UK Albums Chart          | 116              |
| Billboard 200            | 38               |

## Fordítás
Ez a szócikk részben vagy egészben  a   The Best of Pantera: Far Beyond the Great Southern Cowboys' Vulgar Hits! című angol Wikipédia-szócikk fordításán alapul.  Az eredeti cikk szerkesztőit annak laptörténete sorolja fel. Ez a jelzés csupán a megfogalmazás eredetét és a szerzői jogokat jelzi, nem szolgál a cikkben szereplő információk forrásmegjelöléseként.